# 西巴比倫 (紐約州)
西巴比倫（英語：West Babylon）是位於美國紐約州薩福克縣的普查規定居民點。

## 人口
根據2020年美國人口普查的數據，西巴比倫的面積為22.70平方千米，當中陸地面積為21.90平方千米，而水域面積為0.80平方千米。當地共有人口43213人，而人口密度為每平方千米1,903.66人。